# The Joshua Tree
The Joshua Tree là album phòng thu thứ năm của ban nhạc người Ireland, U2. Album được sản xuất bởi Daniel Lanois và Brian Eno, và được phát hành ngày 9 tháng 3 năm 1987 bởi Island Records. Trái với những cảm xúc mang tính trải nghiệm của album trước đó The Unforgettable Fire, The Joshua Tree quan tâm tới những âm thanh mạnh mẽ hơn bám theo những cấu trúc khác nhau của ca khúc. Album mang nhiều ảnh hưởng từ âm nhạc Mỹ cũng như âm nhạc Ireland truyền thống, từ đó nói lên những tình cảm yêu-ghét nước Mỹ của ban nhạc với một thứ ca từ chứa đựng đầy tính chính trị, xã hội và cả tính tượng trưng trong tư tưởng.
Sau những tour diễn tại Mỹ, U2 đã quyết định chọn đây làm chủ đề cho album của mình. Công việc được bắt đầu thực hiện từ tháng 1 năm 1986 tại Ireland, để đảm bảo sự thư giãn và không gian sáng tạo, ban nhạc đã thu âm album tại 2 dinh thự riêng biệt, cùng với đó là 2 phòng thu chuyên nghiệp khác nữa. Rất nhiều sự kiện diễn ra vào thời điểm đó đã ảnh hưởng lớn tới quan điểm âm nhạc của nhóm, chẳng hạn như việc ban nhạc tham gia tour diễn A Conspiracy of Hope, cái chết của người lái xe của nhóm Greg Carroll, và việc ca sĩ chính của nhóm Bono thực hiện chuyến du lịch dài ngày ở Trung Mỹ. Việc thu âm hoàn tất vào tháng 11 năm 1986, song các công việc phụ khác vẫn còn kéo dài tới tận tháng 1 năm 1987. Trong khoảng thời gian đó, U2 đi tìm chất "điện ảnh" cho album của mình, đại ý nói về sự rộng lớn và không gian mở của nước Mỹ. Cuối cùng họ đã thể hiện nó ở phần bìa album với một bức ảnh chụp ban nhạc đứng một góc trên vùng hoang mạc ở phía Tây nước Mỹ.
The Joshua Tree có được thành công vang dội trên toàn thế giới với vị trí dẫn đầu ở 20 quốc gia và phá hàng loạt kỷ lục. Theo tạp chí Rolling Stone, album này đã đưa "những người hùng trở thành siêu sao". U2 cũng cho phát hành các đĩa đơn bao gồm "With or Without You", "I Still Haven't Found What I'm Looking For", và "Where the Streets Have No Name". Album giành được 2 giải Grammy năm 1988, trong đó có giải Album của năm và Album trình diễn song ca và nhóm giọng Rock xuất sắc nhất. Năm 1987, ban nhạc tổ chức The Joshua Tree Tour nhằm quảng bá album. Song song với những đánh giá cho rằng đây là một trong những album nhạc Rock xuất sắc nhất lịch sử, The Joshua Tree cũng là một trong những album bán chạy nhất thế giới với khoảng 25 triệu đĩa đã bán. Năm 2007, ban nhạc cũng cho ra mắt bản chỉnh âm kỹ thuật số hoàn chỉnh nhân dịp kỷ niệm 20 năm phát hành album. The Joshua Tree cũng được đưa vào danh sách lưu trữ của Thư viện Quốc hội Mỹ vào tháng 4 năm 2014.

## Danh sách ca khúc
Trong quá trình chỉnh âm và thiết kế album, người vợ của Lillywhite – ca sĩ Kristy MacColl – đã tình nguyện sắp xếp thứ tự các ca khúc. Ngoài việc yêu cầu vị trí 2 ca khúc "Where the Streets Have No Name" và "Mothers of the Disappeared", các ca khúc còn lại đều được sắp đặt theo ý của MacColl.
Tất cả lời bài hát được viết bởi Bono; tất cả nhạc phẩm được soạn bởi U2.
| Mặt B | Mặt B                                        | Mặt B      |
| STT   | Nhan đề                                      | Thời lượng |
| ----- | -------------------------------------------- | ---------- |
| 1.    | "Where the Streets Have No Name"             | 5:38       |
| 2.    | "I Still Haven't Found What I'm Looking For" | 4:38       |
| 3.    | "With or Without You"                        | 4:56       |
| 4.    | "Bullet the Blue Sky"                        | 4:32       |
| 5.    | "Running to Stand Still"                     | 4:18       |

| Mặt B | Mặt B                        | Mặt B      |
| STT   | Nhan đề                      | Thời lượng |
| ----- | ---------------------------- | ---------- |
| 6.    | "Red Hill Mining Town"       | 4:54       |
| 7.    | "In God's Country"           | 2:57       |
| 8.    | "Trip Through Your Wires"    | 3:33       |
| 9.    | "One Tree Hill"              | 5:23       |
| 10.   | "Exit"                       | 4:13       |
| 11.   | "Mothers of the Disappeared" | 5:12       |

## Đánh giá
| Đánh giá chuyên môn    | Đánh giá chuyên môn |
| Nguồn đánh giá         | Nguồn đánh giá      |
| Nguồn                  | Đánh giá            |
| ---------------------- | ------------------- |
| Allmusic               | [ 2 ]               |
| The Austin Chronicle   | [ 3 ]               |
| Chicago Sun-Times      | [ 4 ]               |
| Robert Christgau       | B                   |
| Houston Chronicle      | [ 6 ]               |
| The New Zealand Herald | [ 7 ]               |
| NME                    | 8/10 (2007)         |
| Orlando Sentinel       | [ 9 ]               |
| Q                      | [ 10 ]              |
| Rolling Stone          | (2007)              |

## Thành phần tham gia sản xuất
U2
- Bono – hát chính, harmonica, guitar.
- The Edge – guitar điện, hát nền, piano.
- Adam Clayton – bass.
- Larry Mullen, Jr. – trống.

Các nghệ sĩ khác
- Brian Eno – keyboards, DX7, hát nền.
- Daniel Lanois – sắc-xô, Omnichord, guitar nền, hát nền.
- The Armin Family – dàn dây trong "One Tree Hill".
- The Arklow Silver Band – dàn hơi trong "Red Hill Mining Town".

Ê-kíp sản xuất
- Sản xuất – Daniel Lanois, Brian Eno.
- Thu âm – Flood.
- Kỹ thuật viên âm thanh – Dave Meegan cùng Pat McCarthy, Mark Wallis và Mary Kettle.
- Trộn âm – Steve Lillywhite (trong "Where the Streets Have No Name", "With or Without You", "Bullet the Blue Sky" và "Red Hill Mining Town").
- Kỹ thuật viên phòng thu – Joe O'Herlihy, Des Broadberry, Tom Mullally, Tim Buckley, Marc Coleman, Mary Gough, Marion Smyth.

## Xếp hạng và chứng chỉ
| Bảng xếp hạng (1987)        | Vị trí cao nhất |
| --------------------------- | --------------- |
| Australian Albums Chart     | 3               |
| Austrian Top 30 Albums      | 1               |
| Canadian RPM 100 Albums     | 1               |
| Dutch LP Top 75             | 1               |
| French Albums Chart         | 1               |
| German Top 100 Albums       | 1               |
| New Zealand Top 40 Albums   | 1               |
| Swedish Albums Top 60       | 1               |
| UK Albums Chart             | 1               |
| US Billboard Top Pop Albums | 1               |

| Bảng xếp hạng (1987)        | Vị trí |
| --------------------------- | ------ |
| Australian Albums Chart     | 5      |
| Austrian Top 30 Albums      | 1      |
| German Top 100 Albums       | 1      |
| Swiss Albums Chart          | 1      |
| US Billboard Top Pop Albums | 6      |

| Quốc gia                                                                           | Chứng nhận   | Số đơn vị/doanh số chứng nhận |
| ---------------------------------------------------------------------------------- | ------------ | ----------------------------- |
| Argentina (CAPIF)                                                                  | Bạch kim     | 60.000^                       |
| Úc (ARIA)                                                                          | 5× Bạch kim  | 350.000^                      |
| Áo (IFPI Áo)                                                                       | 3× Vàng      | 75.000*                       |
| Canada (Music Canada)                                                              | Kim cương    | 1.000.000^                    |
| Phần Lan (Musiikkituottajat)                                                       | Vàng         | 27,965                        |
| Pháp (SNEP)                                                                        | 2× Bạch kim  | 600.000*                      |
| Đức (BVMI)                                                                         | 2× Bạch kim  | 1.000.000^                    |
| Ý (FIMI)                                                                           | 9× Bạch kim  | 900.000*                      |
| Hà Lan (NVPI)                                                                      | Bạch kim     | 100.000^                      |
| New Zealand (RMNZ)                                                                 | 14× Bạch kim | 210.000^                      |
| Anh Quốc (BPI)                                                                     | 6× Bạch kim  | 1.800.000^                    |
| Hoa Kỳ (RIAA)                                                                      | Kim cương    | 10.000.000^                   |
| * Chứng nhận dựa theo doanh số tiêu thụ. ^ Chứng nhận dựa theo doanh số nhập hàng. |              |                               |

| Năm                                 | Ca khúc                                      | Vị trí cao nhất | Vị trí cao nhất | Vị trí cao nhất | Vị trí cao nhất | Vị trí cao nhất | Vị trí cao nhất | Chứng chỉ      |
| Năm                                 | Ca khúc                                      | IRE             | CAN             | NL              | NZ              | UK              | US              | Chứng chỉ      |
| ----------------------------------- | -------------------------------------------- | --------------- | --------------- | --------------- | --------------- | --------------- | --------------- | -------------- |
| 1987                                | "With or Without You"                        | 1               | 1               | 2               | 5               | 4               | 1               | - Canada: Vàng |
| 1987                                | "I Still Haven't Found What I'm Looking For" | 1               | 6               | 6               | 2               | 6               | 1               | - Canada: Vàng |
| 1987                                | "Where the Streets Have No Name"             | 1               | 11              | 7               | 1               | 4               | 13              |                |
| 1987                                | "Exit"                                       | —               | —               | 46              | —               | —               | —               |                |
| 1987                                | "In God's Country"                           | —               | 25              | —               | —               | 48              | 44              |                |
| 1988                                | "In God's Country"                           | —               | 25              | —               | —               | 48              | 44              |                |
| "One Tree Hill"                     | —                                            | —               | —               | 1               | —               | —               |                 |                |
| "—" là ca khúc không được xếp hạng. |                                              |                 |                 |                 |                 |                 |                 |                |